# Koeda chan
Koeda chan est une gamme de jouets pour filles créée par Takara en 1977. 

## Historique
Ces jouets ont été vendus au Japon de 1977 à 1993. 
En 2004, une nouvelle gamme est lancée, toujours par Takara.

## Distribution
Les jouets Koeda chan ont été distribués dans différents pays sous différents noms durant les années 1980 : 
- Baby Candy en Italie, distribué par Polistil ;
- Lucie Village en France, distribué par Ajena[2] via Polistil (les jouets portent à la fois un copyright Takara et Polistil) ;
- Treena and her forest friends aux États-Unis, nom anglophone de Midori no Kuni no Koeda-chan, la réédition de Koeda-chan dans les années 2000.

D'autres séries de jouets des années 1980 semblent avoir été fabriqués avec des moules de jouets Koeda chan, dans des couleurs et des matières différentes :
- Pinypon, jouets distribués en Espagne dans les années 1980 ;
- Family Feber ;
- Furry families.